# Международный конкурс артистов балета и хореографов имени Сержа Лифаря
Международный конкурс артистов балета и хореографов имени Сержа Лифаря — международный фестиваль балетного искусства, посвящённый памяти выдающегося украинского артиста балета XX века Сержа Лифаря.
Фестиваль был основан в 1994 году Олегом Калишенко и проходил в Киеве под патронатом Всемирного Совета танца ЮНЕСКО. Среди соучредителей конкурса — Министерство культуры и туризма Украины, Национальная опера Украины и Украинская академия танца. Был включён в реестр самых престижных международных хореографических конкурсов. 
Последний, седьмой фестиваль был проведён в 2011 году Донецке на сцене Театра оперы и балета имени Антолия Соловьяненко по личной инициативе мастера балетного искусства Вадима Писарева. 